# Matilda de Artois

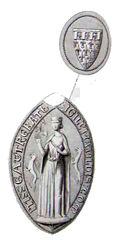
Matilda

Matilda de Artois sau Matilda de Brabant (n. 14 iunie 1224 – d. 29 septembrie 1288) a fost fiica cea mare a ducelui Henric al II-lea de Brabant și prima soție a acestuia, Maria de Hohenstaufen.

## Căsătorii și urmași
În 14 iunie 1237, la data împlinirii vârstei de 13 ani, Matilda a fost căsătorita cu primul ei soț, contele Robert I de Artois. Acesta avea 21 de ani și era cel de al cincilea fiu al regelui Ludovic al VIII-lea al Franței cu Bianca de Castilia. De pe urma acestei căsătorii, au rezultat doi copii:
- Bianca (n. 1248 – d. 2 mai 1302), căsătorită mai întâi cu Henric I al Navarrei, iar apoi cu Edmund Crouchback, earl de Lancaster.
- Robert (n. 1250 – d. 11 iulie 1302), succesorul lui Robert I în Comitatul Artois.

În 8 februarie 1250, Robert I a fost ucis pe când participa la Cruciada a șaptea. Cândva între 1250 și 1254, Matilda s-a căsătorit pentru a doua oară, cu contele Guy al III-lea de Saint-Pol de Saint-Pol. Acesta era fiul cel mic al contelui de Blois, Ugo I de Blois cu Maria de Blois. Cei doi au avut șase copii:
- Hugo (d. 1307), conte de Saint-Pol și apoi și de Blois
- Guy (d. 1317), conte de Saint-Pol
- Iacob I de Leuze-Châtillon (d. 1302, în Bătălia pintenilor de aur), primul senior de Leuze, căsătorit cu Ecaterina de Condé
- Beatrice (d. 1304), căsătorită cu Ioan I de Brienne, conte d'Eu
- Ioana, căsătorită cu Guillaume al III-lea de Chauvigny, senior de Châteauroux
- Gertruda, căsătorit cu Florent, senior de Mechelen.